# ترکیبات آلی ید

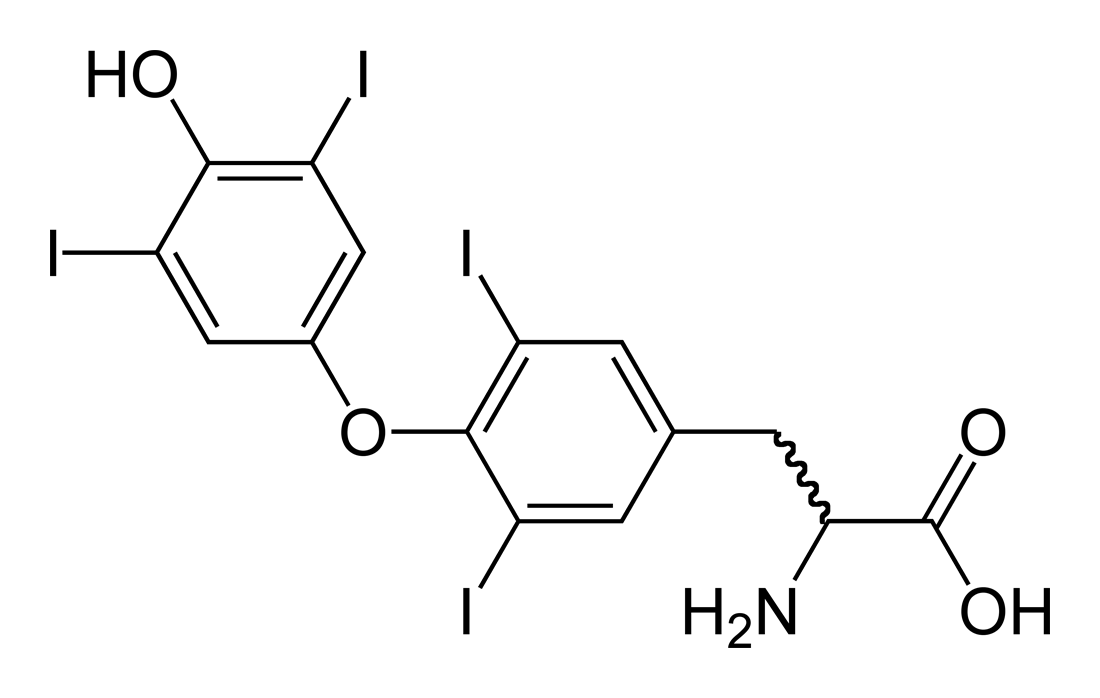
تیروکسین (T_{4})

تری‌یدوتیرونین (T_{3})

ترکیبات آلی ید(به انگلیسی: Organoiodine compound) دسته ای از ترکیبات آلی هستند که در آن یک یا چند پیوند شیمیایی بین اتم کربن و ید مشاهده می شود.این ترکیبات جز ترکیبات مهم در شیمی آلی هستند ولی به ندرت در طبیعت یافت می شوند.همچنین یکی از ترکیبات شناخته شده از این دست تیروکسین است که یک هورمون انسانی است و کمبود آن موجب بیماری گواتر می شود.بسیار از دولت ها جهت پیشگیری سراسری از کمبود ید، اقدام به یددار کردن نمک خوراکی می کنند.